# Iraque persa

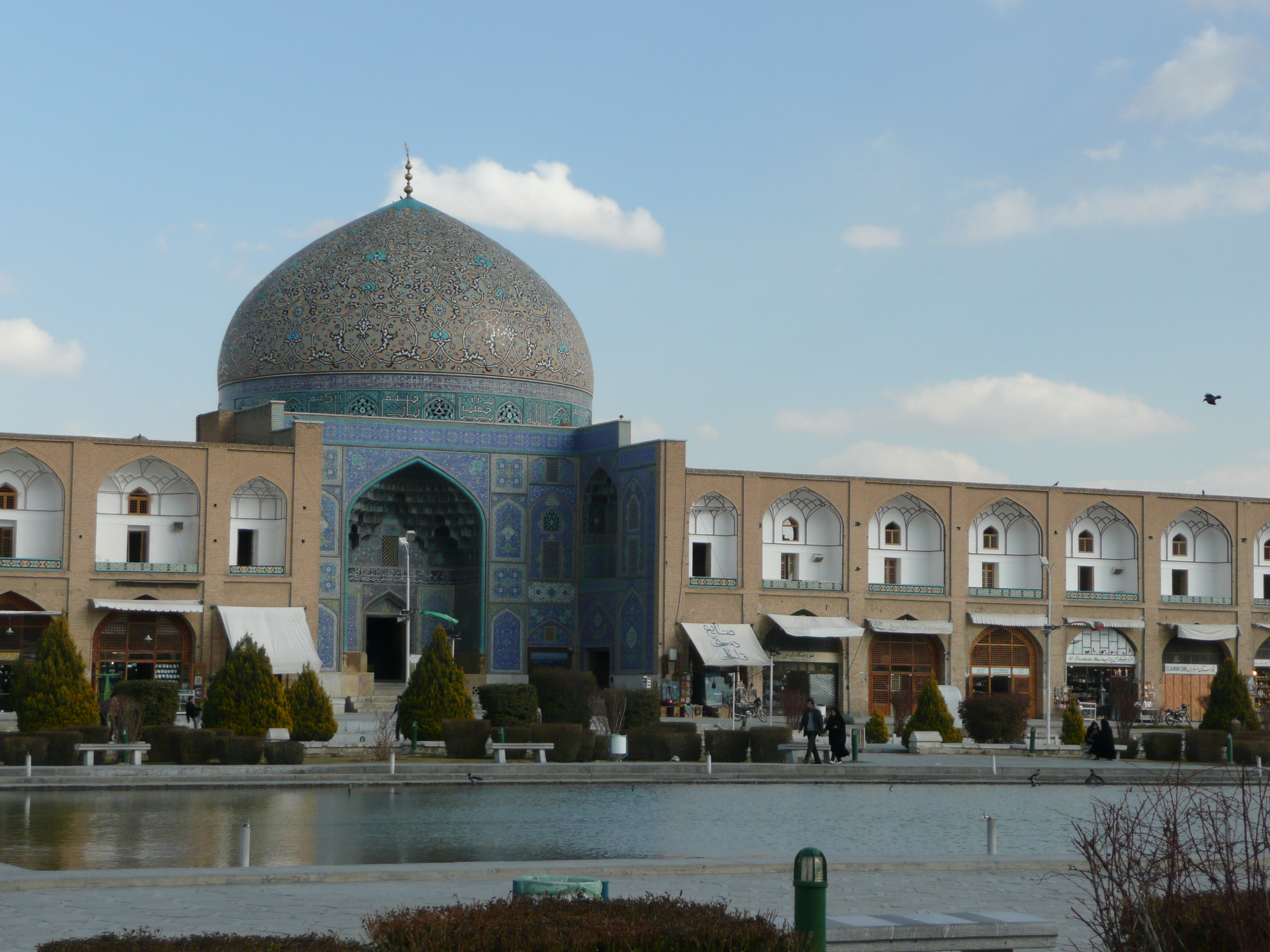
Mesquita Árabe da região do Iraque Persa.

Iraque persa (em persa: عراق عجم; em árabe: عراق العجم) é um termo histórico para a região centro-ocidental do Irã, incluindo cidades tais como Ispaã, Ragas, Caspim e Caxã. Do século XI ao XIX, o nome Iraque refere-se a duas regiões vizinhas: o Iraque árabe (ʿIrāq-i ʿArab) e o Iraque persa (ʿIrāq-i ʿAjam). O Iraque árabe corresponde à antiga Babilônia (atual centro-sul iraquiano), enquanto o Iraque persa corresponde à antiga Média (atual centro-norte iraniano). As duas foram separadas pela Cordilheira do Zagros. Mais tarde, até o começo do século XX, o termo Iraque no Irã foi usado para referir-se a uma região muito menor ao sul de Savé e oeste de Qom. Essa região estava centrada em Sultanabade, que foi mais tarde renomeada como Araque.